# Rally di Finlandia 2018
Il Rally di Finlandia 2018, ufficialmente denominato 68th Neste Rally Finland, è stata l'ottava prova del campionato del mondo rally 2018 nonché la sessantottesima edizione del Rally di Finlandia e la quarantaseiesima con valenza mondiale. la manifestazione si è svolta dal 26 al 29 luglio sugli ondulati sterrati che attraversano le foreste della Finlandia Centrale, nel territorio attorno alla città di Jyväskylä, sede abituale del rally.
L'evento è stato vinto dall'estone Ott Tänak, navigato dal connazionale Martin Järveoja, al volante di una Toyota Yaris WRC della squadra Toyota Gazoo Racing WRT, davanti alla coppia norvegese formata da Mads Østberg e Torstein Eriksen, su Citroën C3 WRC della scuderia Citroën Total Abu Dhabi WRT e a quella finlandese composta da Jari-Matti Latvala e Miikka Anttila, anch'essi su Toyota Yaris WRC.

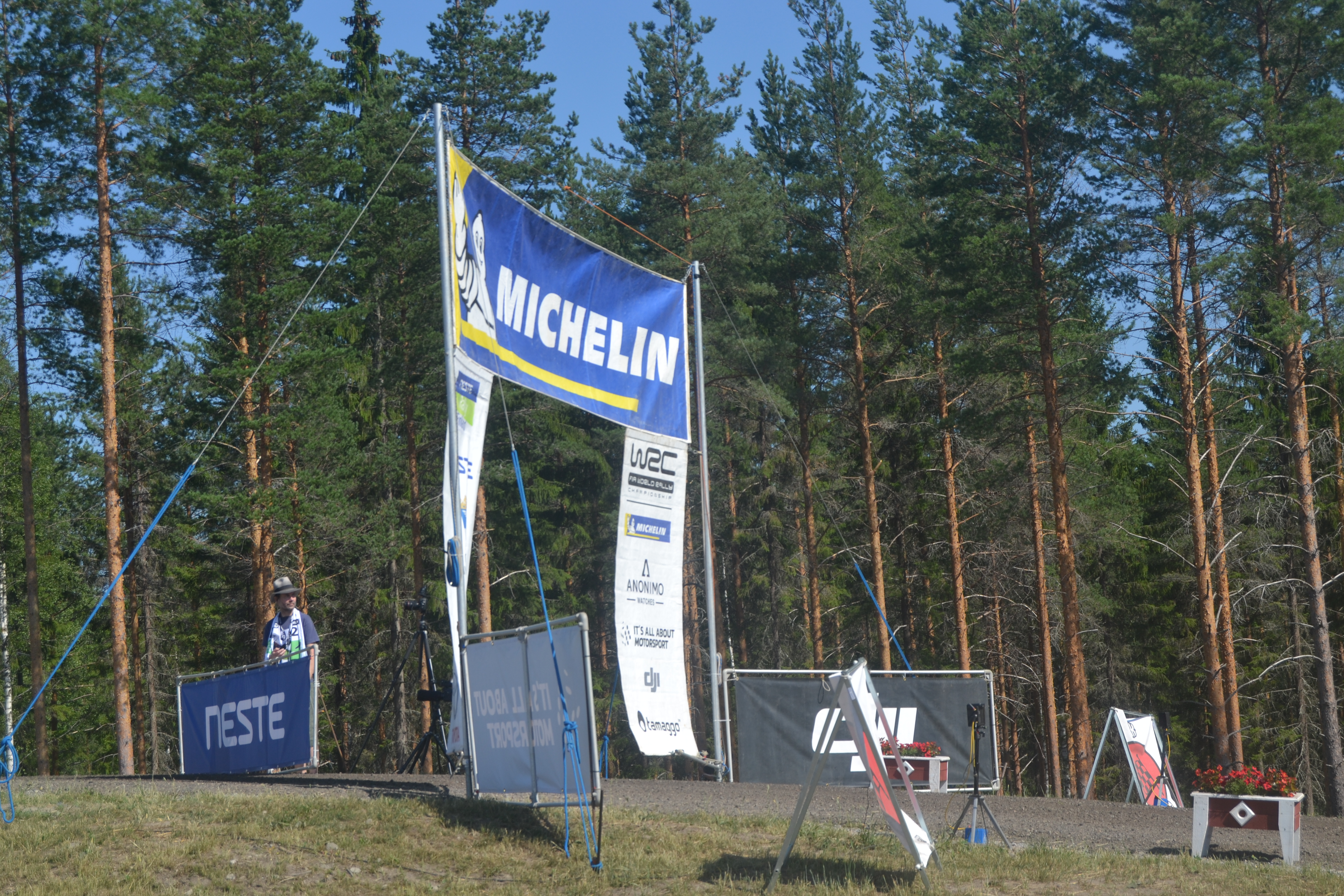
La linea del traguardo della power stage Ruuhimäki

## Itinerario
La manifestazione si disputò lungo le strade vallonate che attraversano le foreste e i laghi della Finlandia Centrale, articolandosi in 23 prove speciali distribuite in quattro giorni ed ebbe sede come di consueto a Jyväskylä, cittadina situata circa 270 km a nord di Helsinki, dove venne allestito anche il parco assistenza per tutti i concorrenti e la cerimonia finale di premiazione.
Il rally ebbe inizio la sera del giovedì 26 luglio con la speciale Harju di 2,31 km da svolgersi sulle strade asfaltate del centro di Jyväskylä, nei dintorni dello Harjun stadion, campo di gioco della squadra di calcio locale dello Jyväskylän Jalkapalloklubi.
La seconda frazione (disputatasi venerdì 27 luglio) si articolava in dieci prove speciali con una distanza complessiva di 126,37 km cronometrati, da svolgersi interamente lungo le strade che attraversano le foreste a ovest di Jyväskylä. La sezione mattutina prevedeva quattro prove: si partì con Moksi (la più lunga della giornata) e a seguire la classica Urria, con il famoso salto, e le inedite Ässämäki e Äänekoski; al pomeriggio vennero ripetute le quattro speciali del mattino subito dopo la disputa della rivisitata Oittila, già sede della power stage nell'edizione 2017; la giornata si concluse con il ritorno alla base per gareggiare nuovamente nella prova cittadina di Harju.
Durante la terza frazione (sabato 28 luglio), la più lunga del rally con 142,86 km cronometrati, gli equipaggi si cimentarono in un classico loop di quattro prove, da ripetersi poi interamente nel pomeriggio, gareggiando  nei dintorni dl lago Päijänne, a sud-ovest di Jyväskylä. La sezione era costituita dalle speciali di Päijälä (in questa edizione la più lunga del rally con i suoi 23,92 km), Pihlajakoski, Kakaristo e Tuohikotanen, che riprendeva alcuni tratti utilizzati per l'ultima volta 12 anni prima.
Nella giornata finale di domenica 30 luglio ci si spostò a nord-est di Jyväskylä per le ultime quattro speciali, suddivise in due percorsi da ripetersi due volte per una distanza complessiva di 45,72 km cronometrati: l'inedita Laukaa e la rinnovata Ruuhimäki, valevole anche come power stage nel secondo passaggio, contenente tratti mai utilizzati in precedenza all'inizio e al termine della stessa.

## Risultati

### Classifica
| Pos.       | Nº       | Pilota                   | Co-pilota          | Auto                  | Squadra                     | Classe      | Tempo     | Distacco | Punti    |
| Generale   | Generale | Generale                 | Generale           | Generale              | Generale                    | Generale    | Generale  | Generale | Generale |
| ---------- | -------- | ------------------------ | ------------------ | --------------------- | --------------------------- | ----------- | --------- | -------- | -------- |
| 1.         | 8        | Ott Tänak                | Martin Järveoja    | Toyota Yaris WRC      | Toyota Gazoo Racing WRT     | WRC         | 2h35'18"1 |          | 30       |
| 2.         | 10       | Mads Østberg             | Torstein Eriksen   | Citroën C3 WRC        | Citroën Total Abu Dhabi WRT | WRC         | 2h35'50"8 | +32"7    | 22       |
| 3.         | 7        | Jari-Matti Latvala       | Miikka Anttila     | Toyota Yaris WRC      | Toyota Gazoo Racing WRT     | WRC         | 2h35'53"6 | +35"5    | 18       |
| 4.         | 6        | Hayden Paddon            | Sebastian Marshall | Hyundai i20 Coupe WRC | Hyundai Shell Mobis WRT     | WRC         | 2h36'53"7 | +1'35"6  | 12       |
| 5.         | 1        | Sébastien Ogier          | Julien Ingrassia   | Ford Fiesta WRC       | M-Sport Ford WRT            | WRC         | 2h37'33"1 | +2'15"0  | 10       |
| 6.         | 3        | Teemu Suninen            | Mikko Markkula     | Ford Fiesta WRC       | M-Sport Ford WRT            | WRC         | 2h37'37"3 | +2'19"2  | 8        |
| 7.         | 2        | Elfyn Evans              | Daniel Barritt     | Ford Fiesta WRC       | M-Sport Ford WRT            | WRC         | 2h37'47"6 | +2'29"5  | 6        |
| 8.         | 11       | Craig Breen              | Scott Martin       | Citroën C3 WRC        | Citroën Total Abu Dhabi WRT | WRC         | 2h38'26"5 | +3'08"4  | 5        |
| 9.         | 5        | Thierry Neuville         | Nicolas Gilsoul    | Hyundai i20 Coupe WRC | Hyundai Shell Mobis WRT     | WRC         | 2h39'09"9 | +3'51"8  | 4        |
| 10.        | 4        | Andreas Mikkelsen        | Anders Jæger       | Hyundai i20 Coupe WRC | Hyundai Shell Mobis WRT     | WRC         | 2h43'55"5 | +8'37"4  | 1        |
| WRC-2      |          |                          |                    |                       |                             |             |           |          |          |
| 1. (11.)   | 45       | Eerik Pietarinen         | Juhana Raitanen    | Škoda Fabia R5        | TGS Worldwide               | RC2 / WRC-2 | 2h45'18"4 |          | 25       |
| 2. (12.)   | 38       | Jari Huttunen            | Antti Linnaketo    | Hyundai i20 R5        | Hyundai Motorsport          | RC2 / WRC-2 | 2h46'25"2 | +1'06"8  | 18       |
| 3. (13.)   | 32       | Gus Greensmith           | Craig Parry        | Ford Fiesta R5        | -                           | RC2 / WRC-2 | 2h47'53"3 | +2'34"9  | 15       |
| 4. (14.)   | 41       | Kalle Rovanperä          | Jonne Halttunen    | Škoda Fabia R5        | Škoda Motorsport            | RC2 / WRC-2 | 2h47'55"2 | +2'36"8  | 12       |
| 5. (15.)   | 35       | Pierre-Louis Loubet      | Vincent Landais    | Hyundai i20 R5        | BRC Racing Team             | RC2 / WRC-2 | 2h49'23"4 | +4'05"0  | 10       |
| 6. (18.)   | 40       | Benito Guerra            | Borja Rozada       | Škoda Fabia R5        | Motorsport Italia           | RC2 / WRC-2 | 2h56'40"6 | +11'22"2 | 8        |
| 7. (23.)   | 37       | Hiroki Arai              | Jarmo Lehtinen     | Ford Fiesta R5        | Tommi Mäkinen Racing        | RC2 / WRC-2 | 3h06'43"7 | +21'25"3 | 6        |
| 8. (29.)   | 34       | Fabio Andolfi            | Emanuele Inglesi   | Škoda Fabia R5        | ACI Team Italia             | RC2 / WRC-2 | 3h18'08"6 | +32'50"2 | 4        |
| 9. (36.)   | 44       | Simone Tempestini        | Sergiu Itu         | Citroën C3 R5         | Citroën Total Rallye Team   | RC2 / WRC-2 | 3h31'05"5 | +45'47"1 | 2        |
| 10. (38.)  | 43       | Murat Bostanci           | Onur Vatansever    | Ford Fiesta R5        | Castrol Ford Team Türkiye   | RC2 / WRC-2 | 3h42'31"8 | +57'13"4 | 1        |
| WRC-3      |          |                          |                    |                       |                             |             |           |          |          |
| 1. (19.)   | 71       | Ken Torn                 | Kuldar Sikk        | Ford Fiesta R2T       | OT Racing                   | RC4 / WRC-3 | 3h03'07"2 |          | 25       |
| 2. (20.)   | 62       | Emil Bergkvist           | Joakim Sjöberg     | Ford Fiesta R2T       | -                           | RC4 / WRC-3 | 3h03'17"1 | +9"9     | 18       |
| 3. (26.)   | 63       | Jean-Baptiste Franceschi | Romain Courbon     | Ford Fiesta R2T       | Equipe de France FFSA       | RC4 / WRC-3 | 3h04'53"4 | +1'46"2  | 15       |
| 4. (24.)   | 66       | Julius Tannert           | Jürgen Heigl       | Ford Fiesta R2T       | ADAC Sachsen                | RC4 / WRC-3 | 3h07'15"3 | +4'08"1  | 12       |
| 5. (25.)   | 68       | Callum Devine            | Brian Hoy          | Ford Fiesta R2T       | -                           | RC4 / WRC-3 | 3h09'14"1 | +6'06"9  | 10       |
| 6. (26.)   | 73       | Tom Williams             | Phil Hall          | Ford Fiesta R2T       | -                           | RC4 / WRC-3 | 3h13'12"4 | +10'05"2 | 8        |
| 7. (27.)   | 76       | Taisko Lario             | Tatu Hämäläinen    | Peugeot 208 R2        | -                           | RC4 / WRC-3 | 3h14'41"0 | +11'33"8 | 6        |
| 8. (28.)   | 70       | Bugra Banaz              | Burak Erdener      | Ford Fiesta R2T       | Castrol Ford Team Türkiye   | RC4 / WRC-3 | 3h14'49"9 | +11'42"7 | 4        |
| 9. (32.)   | 67       | Enrico Oldrati           | Danilo Fappani     | Ford Fiesta R2T       | ACI Team Italia             | RC4 / WRC-3 | 3h20'35"9 | +17'28"7 | 2        |
| 10. (33.)  | 69       | David Holder             | Jason Farmer       | Ford Fiesta R2T       | Holder Brothers Racing      | RC4 / WRC-3 | 3h25'24"5 | +22'17"3 | 1        |
| Junior WRC |          |                          |                    |                       |                             |             |           |          |          |
| 1. (19.)   | 71       | Ken Torn                 | Kuldar Sikk        | Ford Fiesta R2T       | OT Racing                   | RC4 / JWRC  | 3h03'07"2 |          | 34       |
| 2. (20.)   | 62       | Emil Bergkvist           | Joakim Sjöberg     | Ford Fiesta R2T       | -                           | RC4 / JWRC  | 3h03'17"1 | +9"9     | 30       |
| 3. (26.)   | 63       | Jean-Baptiste Franceschi | Romain Courbon     | Ford Fiesta R2T       | Equipe de France FFSA       | RC4 / JWRC  | 3h04'53"4 | +1'46"2  | 15       |
| 4. (24.)   | 66       | Julius Tannert           | Jürgen Heigl       | Ford Fiesta R2T       | ADAC Sachsen                | RC4 / JWRC  | 3h07'15"3 | +4'08"1  | 12       |
| 5. (25.)   | 68       | Callum Devine            | Brian Hoy          | Ford Fiesta R2T       | -                           | RC4 / JWRC  | 3h09'14"1 | +6'06"9  | 10       |
| 6. (26.)   | 73       | Tom Williams             | Phil Hall          | Ford Fiesta R2T       | -                           | RC4 / JWRC  | 3h13'12"4 | +10'05"2 | 8        |
| 7. (28.)   | 70       | Bugra Banaz              | Burak Erdener      | Ford Fiesta R2T       | Castrol Ford Team Türkiye   | RC4 / JWRC  | 3h14'49"9 | +11'42"7 | 6        |
| 8. (32.)   | 67       | Enrico Oldrati           | Danilo Fappani     | Ford Fiesta R2T       | ACI Team Italia             | RC4 / JWRC  | 3h20'35"9 | +17'28"7 | 4        |
| 9. (33.)   | 69       | David Holder             | Jason Farmer       | Ford Fiesta R2T       | Holder Brothers Racing      | RC4 / JWRC  | 3h25'24"5 | +22'17"3 | 2        |
| 10. (34.)  | 74       | Umberto Accornero        | Maurizio Barone    | Ford Fiesta R2T       | -                           | RC4 / JWRC  | 3h29'50"8 | +26'43"6 | 1        |

| Principali ritiri | Principali ritiri | Principali ritiri | Principali ritiri | Principali ritiri | Principali ritiri       | Principali ritiri | Principali ritiri | Principali ritiri |
| PS                | Nº                | Pilota            | Copilota          | Auto              | Squadra                 | Classe            | Causa             | Pos.              |
| ----------------- | ----------------- | ----------------- | ----------------- | ----------------- | ----------------------- | ----------------- | ----------------- | ----------------- |
| PS 20             | 9                 | Esapekka Lappi    | Janne Ferm        | Toyota Yaris WRC  | Toyota Gazoo Racing WRT | WRC               | Incidente         | 4º                |

Legenda
| Icona | Note                                                                                 |
| ----- | ------------------------------------------------------------------------------------ |
| WRC   | Equipaggio di classe WRC che può conquistare punti per il campionato costruttori     |
| WRC   | Equipaggio di classe WRC che non può conquistare punti per il campionato costruttori |
| WRC-2 | Equipaggio registrato al campionato WRC-2                                            |
| WRC-3 | Equipaggio registrato al campionato WRC-3                                            |
| JWRC  | Equipaggio registrato al campionato Junior WRC                                       |
|       | Ulteriori classificazioni                                                            |

### Prove speciali
| Frazione            | Prova | Ora   | Nome                      | Lunghezza | Vincitori                                                     | Tempo   | Leader del rally              |
| ------------------- | ----- | ----- | ------------------------- | --------- | ------------------------------------------------------------- | ------- | ----------------------------- |
| Frazione 1 (26 Lug) | PS1   | 19:00 | Harju 1                   | 2,31 km   | Ott Tänak Martin Järveoja                                     | 1'49"2  | Ott Tänak Martin Järveoja     |
| Frazione 2 (27 Lug) | PS2   | 08:18 | Moksi 1                   | 20,04 km  | Ott Tänak Martin Järveoja                                     | 9'56"1  | Ott Tänak Martin Järveoja     |
| Frazione 2 (27 Lug) | PS3   | 09:21 | Urria 1                   | 12,28 km  | Jari-Matti Latvala Miikka Anttila                             | 6'09"8  | Ott Tänak Martin Järveoja     |
| Frazione 2 (27 Lug) | PS4   | 10:13 | Ässämäki 1                | 12,33 km  | Mads Østberg Torstein Eriksen                                 | 5'49"1  | Mads Østberg Torstein Eriksen |
| Frazione 2 (27 Lug) | PS5   | 11:36 | Äänekoski 1               | 7,71 km   | Ott Tänak Martin Järveoja                                     | 3'32"1  | Ott Tänak Martin Järveoja     |
| Frazione 2 (27 Lug) | PS6   | 14:24 | Oittila                   | 19,34 km  | Mads Østberg Torstein Eriksen                                 | 9'45"3  | Mads Østberg Torstein Eriksen |
| Frazione 2 (27 Lug) | PS7   | 15:27 | Moksi 2                   | 20,04 km  | Ott Tänak Martin Järveoja e Mads Østberg Torstein Eriksen     | 9'49"3  | Mads Østberg Torstein Eriksen |
| Frazione 2 (27 Lug) | PS8   | 16:30 | Urria 2                   | 12,28 km  | Craig Breen Scott Martin                                      | 6'07"0  | Mads Østberg Torstein Eriksen |
| Frazione 2 (27 Lug) | PS9   | 17:22 | Ässämäki 2                | 12,33 km  | Ott Tänak Martin Järveoja                                     | 5'47"0  | Ott Tänak Martin Järveoja     |
| Frazione 2 (27 Lug) | PS10  | 18:45 | Äänekoski 2               | 7,71 km   | Ott Tänak Martin Järveoja                                     | 3'29"1  | Ott Tänak Martin Järveoja     |
| Frazione 2 (27 Lug) | PS11  | 20:00 | Harju 2                   | 2,31 km   | Sébastien Ogier Julien Ingrassia                              | 1'48"7  | Ott Tänak Martin Järveoja     |
| Frazione 3 (28 Lug) | PS12  | 08:13 | Päijälä 1                 | 23,92 km  | Ott Tänak Martin Järveoja                                     | 11'36"4 | Ott Tänak Martin Järveoja     |
| Frazione 3 (28 Lug) | PS13  | 09:29 | Pihlajakoski 1            | 14,90 km  | Ott Tänak Martin Järveoja                                     | 6'50"8  | Ott Tänak Martin Järveoja     |
| Frazione 3 (28 Lug) | PS14  | 10:38 | Kakaristo 1               | 23,66 km  | Ott Tänak Martin Järveoja                                     | 11'40"4 | Ott Tänak Martin Järveoja     |
| Frazione 3 (28 Lug) | PS15  | 12:13 | Tuohikotanen 1            | 8,95 km   | Ott Tänak Martin Järveoja                                     | 4'31"5  | Ott Tänak Martin Järveoja     |
| Frazione 3 (28 Lug) | PS16  | 14:55 | Tuohikotanen 2            | 8,95 km   | Ott Tänak Martin Järveoja e Jari-Matti Latvala Miikka Anttila | 4'26"0  | Ott Tänak Martin Järveoja     |
| Frazione 3 (28 Lug) | PS17  | 16:08 | Kakaristo 2               | 23,66 km  | Esapekka Lappi Janne Ferm                                     | 11'26"3 | Ott Tänak Martin Järveoja     |
| Frazione 3 (28 Lug) | PS18  | 17:36 | Päijälä 2                 | 23,92 km  | Esapekka Lappi Janne Ferm                                     | 11'31"1 | Ott Tänak Martin Järveoja     |
| Frazione 3 (28 Lug) | PS19  | 18:54 | Pihlajakoski 2            | 14,90 km  | Esapekka Lappi Janne Ferm                                     | 6'50"4  | Ott Tänak Martin Järveoja     |
| Frazione 4 (29 Lug) | PS20  | 08:38 | Laukaa 1                  | 11,74 km  | Mads Østberg Torstein Eriksen                                 | 5'28"4  | Ott Tänak Martin Järveoja     |
| Frazione 4 (29 Lug) | PS21  | 09:38 | Ruuhimäki 1               | 11,12 km  | Jari-Matti Latvala Miikka Anttila                             | 5'32"9  | Ott Tänak Martin Järveoja     |
| Frazione 4 (29 Lug) | PS22  | 11:01 | Laukaa 2                  | 11,74 km  | Jari-Matti Latvala Miikka Anttila                             | 5'21"8  | Ott Tänak Martin Järveoja     |
| Frazione 4 (29 Lug) | PS23  | 13:18 | Ruuhimäki 2 (power stage) | 11,12 km  | Ott Tänak Martin Järveoja                                     | 5'26"2  | Ott Tänak Martin Järveoja     |

### Power stage
PS23: Ruuhimäki 2 di 11,12 km, disputatasi domenica 29 luglio 2018 alle ore 13:18 (UTC+3).
| Pos. | No. | Pilota             | Co-pilota        | Auto                  | Classe | Tempo  | Distacco | Punti |
| ---- | --- | ------------------ | ---------------- | --------------------- | ------ | ------ | -------- | ----- |
| 1    | 8   | Ott Tänak          | Martin Järveoja  | Toyota Yaris WRC      | WRC    | 5'26"2 |          | 5     |
| 2    | 10  | Mads Østberg       | Torstein Eriksen | Citroën C3 WRC        | WRC    | 5'26"7 | +0"5     | 4     |
| 3    | 7   | Jari-Matti Latvala | Miikka Anttila   | Toyota Yaris WRC      | WRC    | 5'27"0 | +0"8     | 3     |
| 4    | 5   | Thierry Neuville   | Nicolas Gilsoul  | Hyundai i20 Coupe WRC | WRC    | 5'27"4 | +1"2     | 2     |
| 5    | 11  | Craig Breen        | Scott Martin     | Citroën C3 WRC        | WRC    | 5'27"9 | +1"7     | 1     |

## Classifiche mondiali
Classifica piloti
| Pos. | Pos. | Pilota             | Punti |
| ---- | ---- | ------------------ | ----- |
| 1    |      | Thierry Neuville   | 153   |
| 2    |      | Sébastien Ogier    | 132   |
| 3    |      | Ott Tänak          | 107   |
| 4    |      | Esapekka Lappi     | 70    |
| 5    |      | Dani Sordo         | 60    |
| 6    |      | Andreas Mikkelsen  | 57    |
| 7    | 2    | Jari-Matti Latvala | 55    |
| 8    | 1    | Elfyn Evans        | 52    |
| 9    | 2    | Mads Østberg       | 48    |
| 10   | 2    | Kris Meeke         | 43    |
| 11   | 1    | Craig Breen        | 39    |
| 12   | 1    | Hayden Paddon      | 34    |
| 13   | 1    | Teemu Suninen      | 32    |
| 14   |      | Sébastien Loeb     | 15    |
| 15   |      | Pontus Tidemand    | 11    |
| 16   |      | Jan Kopecký        | 9     |
| 17   |      | Bryan Bouffier     | 4     |
| 18   |      | Gus Greensmith     | 2     |
| 19   |      | Łukasz Pieniążek   | 2     |
| 20   |      | Pedro Heller       | 1     |
| 21   |      | Yoann Bonato       | 1     |
| 22   |      | Stéphane Lefebvre  | 1     |

Classifica co-piloti
| Pos. | Pos. | Pilota             | Punti |
| ---- | ---- | ------------------ | ----- |
| 1    |      | Nicolas Gilsoul    | 153   |
| 2    |      | Julien Ingrassia   | 132   |
| 3    |      | Martin Järveoja    | 107   |
| 4    |      | Janne Ferm         | 70    |
| 5    |      | Carlos del Barrio  | 60    |
| 6    |      | Anders Jæger       | 57    |
| 7    | 1    | Miikka Anttila     | 55    |
| 8    | 3    | Torstein Eriksen   | 48    |
| 9    | 2    | Paul Nagle         | 43    |
| 10   | 1    | Daniel Barritt     | 42    |
| 11   | 1    | Scott Martin       | 39    |
| 12   | 1    | Sebastian Marshall | 34    |
| 13   | 1    | Mikko Markkula     | 32    |
| 14   |      | Daniel Elena       | 15    |
| 15   |      | Jonas Andersson    | 11    |
| 16   |      | Phil Mills         | 10    |
| 17   |      | Pavel Dresler      | 9     |
| 18   |      | Xavier Panseri     | 4     |
| 19   |      | Craig Parry        | 2     |
| 20   |      | Przemysław Mazur   | 2     |
| 21   |      | Pablo Olmos        | 1     |
| 22   |      | Benjamin Boulloud  | 1     |
| 23   |      | Gabin Moreau       | 1     |

Classifica costruttori WRC
| Pos. | Pos. | Squadra                     | Punti |
| ---- | ---- | --------------------------- | ----- |
| 1    |      | Hyundai Shell Mobis WRT     | 228   |
| 2    |      | M-Sport Ford WRT            | 202   |
| 3    |      | Toyota Gazoo Racing WRT     | 201   |
| 4    |      | Citroën Total Abu Dhabi WRT | 153   |